# شوتا ماتسوهاشی
شوتا ماتسوهاشی (انگلیسی: Shota Matsuhashi؛ زادهٔ ۳ اوت ۱۹۸۲) بازیکن فوتبال اهل ژاپن است.
از باشگاه‌هایی که در آن بازی کرده‌است می‌توان به باشگاه فوتبال ویسل کوبه اشاره کرد.